# Petr Kersch
Petr Kersch (15. února 1934 Praha – 3. července 2021 Děčín[zdroj?]) byl český spisovatel.

## Stručný životopis
Dětství prožil a gymnázium vystudoval v západočeských Blovicích a v Plzni. Po absolvování Vysoké školy chemicko-technologické v Praze (1957) pracoval v oblasti výzkumu a vývoje zaměřené na chemii kovů. Působil také několik let jako středoškolský učitel odborných předmětů. Od roku 1971 žil v Děčíně. Literárně činný byl od roku 1991, kdy začal publikovat v denním tisku články, ve kterých se zabýval popularizací vědy a techniky (v té době např. Severočeské noviny).

## Tvorba
Po roce 1996 začal publikovat krátké povídky a fejetony ve víkendových přílohách deníků, jako byly např. Zemské noviny, České Slovo, MF Dnes, a také v týdenících Klatovský týdeník, Naše město (Děčín), Noviny Děčínska. Několik povídek bylo uveřejněno v literárních časopisech, např. Weles (Brno), Pandora (UJEP, Ústí nad Labem) apod.

### Ocenění v soutěžích
Svými povídkami se zúčastnil několika literárních soutěží pro amatéry, ve kterých získal ocenění, jako např. I. cenu za povídku Milovaným rodičům (Literární Šumava 1998), II. cenu za povídku Nejste na světě sami (Literární Šumava 1999), I. cenu za povídku Notes (Literární Varnsdorf 2000), I. cenu za povídky Vodnář, Střelec a Blíženci (Proseč Terézy Novákové 2003).[zdroj?]

### Dosud vydané knihy
Knižně byly vydány (vlastním nákladem autora) dva povídkové soubory: Zlatý časy (2002) a Zvěrokruh a jiné povídky (2003). V roce 2009 vydalo nakladatelství Tribun EU Brno knižní výběr Kerschových fejetonů, nanopovídek a nových povídek pod názvem Pátrání. V roce 2010 vydalo nakladatelství AlfaOmega Praha novelu Svědectví. V roce 2015 vydalo nakladatelství Akropolis Praha (Jiří Tomáš) sbírku povídek pod titulem V záři zvěrokruhu; do tohoto díla byly převzaty všechny povídky se „zvěrokruhovými“ názvy, publikované v roce 2003 (viz výše) a bylo přidáno 6 povídek nových. V listopadu 2016 plzeňské vydavatelství Pro Libris vydalo samostatnou publikaci v edici Ulita: Kerschovu novelu s názvem Roztomilý diblík.
- Zlatý časy – Sbírka povídek pod titulem Zlatý časy obsahuje celkem osmnáct kratších povídek, seřazených podle časové osy: děj prvních tří povídek (Učitel a žák, V cisterně, Notes) se odehrává v době Protektorátu, další povídky jsou umístěny do šedesátých a sedmdesátých let reálného socialismu, následující (hlavní) skupina próz je zaměřena na nedávnou postsametovou nebo současnou dobu. Závěrem přidal Petr Kersch dvě povídky rázu sci-fi (Nejste na světě sami a Tamagoči), které však připomínají, že zobrazované budoucno je už vlastně tady a teď. Kritika i čtenáři přijali Zlatý časy se zájmem a ocenili především vypravěčské umění autora, jeho schopnost stupňovat napětí, překvapit čtenáře pointou nebo zakončením, při kterém se čtenář přistihne, že o postavách z povídky přemýšlí, i když povídka skončila. V neposlední řadě se už v těchto povídkách jejich autor osvědčil jako psychologický analyzátor lidského utrpení, laskavosti, zamilovanosti mládí a životaschopnosti stáří.
- ¨Zvěrokruh a jiné povídky – Ve Zvěrokruhu a jiných povídkách, obsahujícím 12 + 3 povídky, zdokonalil Kersch svoji prózu i po jazykové stránce, přidal svým postavám na nadčasovém, mnohdy až symbolickém významu, a vyzkoušel umístit děje do prostředí sice stále skutečných, ale neobvyklých reálií.[zdroj?]
- Pátrání  –(vydalo nakladatelství Tribun EU Brno, 2009, edice Knihovnicka.cz) je autorským almanachem. Z asi stopadesáti fejetonů a nanopovídek Kersch vybral a za pomoci nakladatelského editora (Adam Kovář) uspořádal 34 krátkých próz, dotýkajících se současnosti (např. fejeton Úspěch a zásluhy), minulosti (Dopis z Terezína) i budoucnosti (Pan Liong); knihu pak uzavírá šest delších povídek, z nichž Lev a Panna jsou převzaty ze souboru Zvěrokruh a zbývající čtyři jsou nové, do té doby nikde jinde neotištěné.
- Svědectví – Novela vyšla v listopadu 2010 u nakladatelství ALFA-OMEGA. Námětem novely je dramatický příběh ze tří květnových dnů pětačtyřicátého roku, odehrávající se v západočeském městečku těsně před příchodem americké armády, osvobozující v té době Plzeňsko. V lednu 2010 novelu Svědectví také ocenila Nadace RWE & Barrandov Studio a. s. v soutěži o nejlepší filmovou povídku a nejlepší filmový scénář.
- V záři zvěrokruhu ––Sbírku 18 povídek vydalo nakladatelství Akropolis Praha 5 v roce 2015. Prvých dvanáct povídek bylo převzato ze sbírky Zvěrokruh a jiné povídky, která vyšla v omezeném nákladu už v roce 2003. Doplňující šestice nových povídek byla vybrána z nejnovější Kerschovy tvorby. Příběhy povídek Paní Hessová, Sníh a Na vycházce se odehrávají na Plzeňsku v minulosti, konkrétně v roce 1930, 1942 a v dubnu 1945. Děje povídek zbývajících, s názvy Dovolená v Řecku, V sousedství a Ve vlaku, umístil autor do téměř současné doby.
- Roztomilý diblík – Novelu vydalo v listopadu 2016 literární sdružení Pro libris při Městské knihovně Plzeň jako 45. svazek edice Ulita. Novela uvádí příběh tří mladíků, který se odehrává v západočeském městečku v protektorátní době (léto 1942). Ábel je Žid, Erik a Evžen jsou jeho kamarádi árijci. Hodlají svého kamaráda zachránit a usilují o to, aby se ještě před nástupem do transportu do koncentračního tábora oženil s nežidovkou. Mají za to, že ve smíšeném manželství jejich druh nebude deportován. Tento naivní plán nemůže vyjít, ale způsobí, že Ábel a Marcela se stanou milenci na život i na smrt.

### Weby a rozhlas
Petr Kersch v období 2001–2010 publikoval své prózy i na internetovém mediálním prostoru (Neviditelný pes/Lidové noviny, Dobrá adresa, Pozitivní noviny). Některé jeho povídky (Autodráha, Býk, Sardinky, Dovolená v Řecku, Do štědrovečerní noci, Něco na hlavu, Naše rodina o Vánocích) byly čteny v rozhlasové úpravě na vlnách Českého rozhlasu 5 (České Budějovice) a Českého rozhlasu 2 (Praha), interprety byli přední herci Jihočeského divadla v Českých Budějovicích, režisérem Luboš Koníř z Českého rozhlasu 5. Ten také režíroval Kerschovu rozhlasovou hru Vši, napsanou podle stejnojmenné Kerschovy povídky, a rozhlasovou hru Wanda – obě hry ze školního prostředí.

## Recenze
Příkladem zevrubnější literární kritiky Kerschovy prozaické tvorby může být recenze uveřejněná dva roky po vydání sbírky povídek Zlatý časy v časopise Weles (č. 17, 17. 10. 2003). Jakub Grombíř tam mimo jiné píše: „Z povídek této sbírky promlouvá často pedagog – a dodejme hned, že mimořádně dobrý pedagog. Svědčí o tom jeho schopnost empatie, s níž ukazuje, že ona proklínaná mladá generace to nemá nijak lehké ve světě, který jakýkoli projev citu pokládá za nahrávku na zdrcující smeč. V Kerschových povídkách často dochází k dorozumění právě mezi těmi nejmladšími a nejstaršími: obě tyto skupiny jsou jaksi vyvrženy z okolního pragmatického shonu ... Kersch se umí dívat a hlavně sdělovat viděné občas lépe, než mnohý etablovaný prozaik ... Jde o knihu pozoruhodnou, díky schopnosti autora oslovit také ty čtenáře, kteří po knize sahají jen příležitostně.“[zdroj?]
Čerstvější recenzi otiskl literární časopis Host (č.7, roč.2010). Autor recenze Vlastimil Čech hodnotí Pátrání (vydalo nakl. Tribun EU Brno, listopad 2009) jako ukázku spontánního vyprávěcího stylu s vynikajícím vstřícným přístupem ke čtenáři. Naopak autorovi vytkl nedostatky v gradaci a pointě. Vedle velmi zdařilých zakončení je v některých povídkách „...dramatický náboj stavebního materiálu v závěru doslova rozžvaněn“.
Další recenzi, která se zabývá Pátráním také po literárně jazykové stránce, uveřejnil měsíčník Plzeňský literární život (č.11, roč 2010, autor recenze Vojtěch Němec). Recenzent oceňuje na této sbírce próz zejména autorovu ironii až uštěpačnost, zejména pak pozitivně hodnotí ty prózy, ve kterých Kersch působivě vzpomíná na dobu Protektorátu a lidské osudy s tou dobou spojené.[zdroj?]